# ハリー・ジョン・グリフィス
ハリー・ジョン・グリフィス（Harry John Griffiths、1882年 - 1945年）は、イギリスの日本学者である。

## 経歴・人物
1920年（大正9年）に来日し、神戸のトンプソン商会に勤務した。バジル・ホール・チェンバレンの“Things Japanese”『日本事物誌』第6版を出版した。これにより、裁判で有罪となって、罰金が科された。
第二次世界大戦中に敵性外国人として収容所に入れられ、そのまま1945年（昭和20年）4月1日に死去した。